# Saint-Ellier-du-Maine
Pour les articles homonymes, voir Saint-Ellier.
Saint-Ellier-du-Maine est une commune française, située dans le département de la Mayenne en région Pays de la Loire, peuplée de 496 habitants.
La commune fait partie de la province historique du Maine, et se situe dans le Bas-Maine.

## Géographie
Saint-Ellier-du-Maine est un village du Nord-Ouest de la France. La commune est située dans le département de la Mayenne en région Pays de la Loire. Elle fait partie de l’arrondissement de Mayenne et du canton de Gorron. Son code postal est 53220 et sa superficie de 1 749 hectares. Elle adhère à la communauté de communes du Bocage Mayennais qui rassemble vingt-sept communes.

### Communes limitrophes
| La Bazouge-du-Désert (Ille-et-Vilaine), Landéan (Ille-et-Vilaine) | Pontmain              | Saint-Mars-sur-la-Futaie |
| Le Loroux (Ille-et-Vilaine)                                       | Saint-Ellier-du-Maine | Montaudin                |
| Le Loroux (Ille-et-Vilaine)                                       | Montaudin, Larchamp   | Montaudin                |

### Climat
Pour des articles plus généraux, voir Climat des Pays de la Loire et Climat de la Mayenne.
En 2010, le climat de la commune est de type climat océanique franc, selon une étude du CNRS s'appuyant sur une série de données couvrant la période 1971-2000. En 2020, Météo-France publie une typologie des climats de la France métropolitaine dans laquelle la commune est exposée à un climat océanique et est dans la région climatique  Bretagne orientale et méridionale, Pays nantais, Vendée, caractérisée par une faible pluviométrie en été et une bonne insolation. 
Pour la période 1971-2000, la température annuelle moyenne est de 10,6 °C, avec une amplitude thermique annuelle de 13,3 °C. Le cumul annuel moyen de précipitations est de 981 mm, avec 14,3 jours de précipitations en janvier et 8,5 jours en juillet. Pour la période 1991-2020, la température moyenne annuelle observée sur la station météorologique de Météo-France la plus proche, « Saint-Mars/la-Futa », sur la commune de Saint-Mars-sur-la-Futaie à 4 km à vol d'oiseau, est de 11,3 °C et le cumul annuel moyen de précipitations est de 929,3 mm,. Pour l'avenir, les paramètres climatiques de la commune estimés pour 2050 selon différents scénarios d'émission de gaz à effet de serre sont consultables sur un site dédié publié par Météo-France en novembre 2022.

## Urbanisme

### Typologie
Au 1er janvier 2024, Saint-Ellier-du-Maine est catégorisée commune rurale à habitat très dispersé, selon la nouvelle grille communale de densité à sept niveaux définie par l'Insee en 2022.
Elle est située hors unité urbaine. Par ailleurs la commune fait partie de l'aire d'attraction de Fougères, dont elle est une commune de la couronne,. Cette aire, qui regroupe 26 communes, est catégorisée dans les aires de 50 000 à moins de 200 000 habitants,.

### Occupation des sols
L'occupation des sols de la commune, telle qu'elle ressort de la base de données européenne d’occupation biophysique des sols Corine Land Cover (CLC), est marquée par l'importance des territoires agricoles (97,3 % en 2018), une proportion identique à celle de 1990 (97,3 %). La répartition détaillée en 2018 est la suivante : 
zones agricoles hétérogènes (64,1 %), prairies (31,8 %), zones urbanisées (2,7 %), terres arables (1,5 %). L'évolution de l’occupation des sols de la commune et de ses infrastructures peut être observée sur les différentes représentations cartographiques du territoire : la carte de Cassini (XVIIIe siècle), la carte d'état-major (1820-1866) et les cartes ou photos aériennes de l'IGN pour la période actuelle (1950 à aujourd'hui).

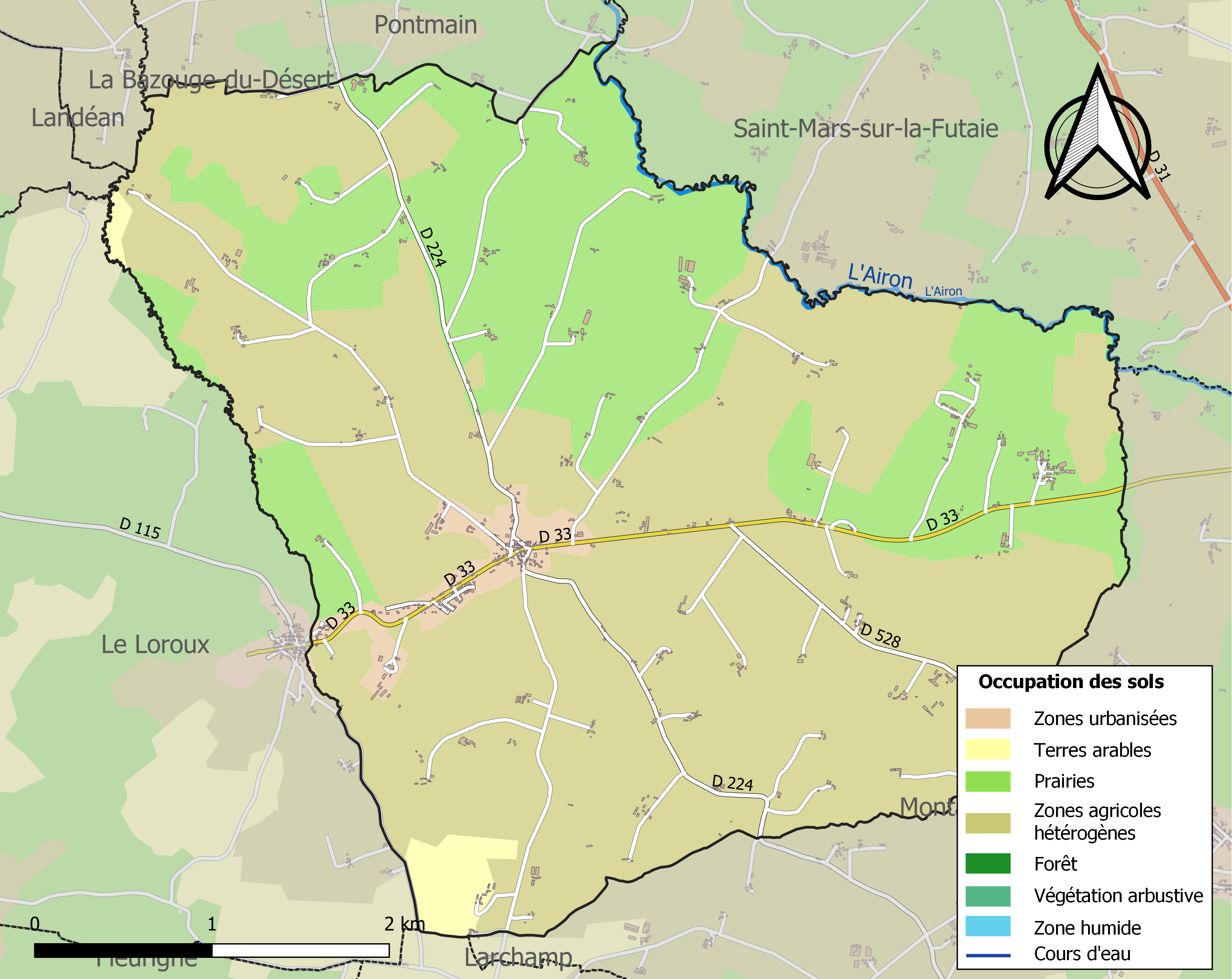
Carte des infrastructures et de l'occupation des sols de la commune en 2018 (CLC).

## Toponymie
Le nom de la localité est attesté sous les formes parrochia S. Elierii et S. Eleuterii en 1241,. La paroisse était peut-être dédiée à Hilaire de Poitiers ou à Hélier de Jersey.
En 1919, Saint-Ellier prend le nom de Saint-Ellier-du-Maine.
Le gentilé est Saint-Elliénois.

## Histoire
Le lieu-dit « le Bureau » en direction du Loroux doit son nom à l'ancien bureau de gabelle qui y était établi depuis Louis XIV jusqu'à la Révolution. De nombreuses caches à sel subsistent dans la région, elles permettaient de dissimuler le sel défiscalisé glané illégalement en Bretagne toute proche par les faux sauniers... Souvent faites de pots encastrés dans un mur de pierre, comme à la Hoguenaie, elle semble avoir échappé à la vigilance des gabelous[réf. nécessaire].
Le 1er juillet 1972, Saint-Ellier-du-Maine et Saint-Mars-sur-la-Futaie s'associent à Pontmain, puis reprennent leur indépendance le 1er janvier 1983.

## Politique et administration
Le conseil municipal est composé de quinze membres dont le maire et trois adjoints.

## Population et société

### Démographie
L'évolution du nombre d'habitants est connue à travers les recensements de la population effectués dans la commune depuis 1793. Pour les communes de moins de 10 000 habitants, une enquête de recensement portant sur toute la population est réalisée tous les cinq ans, les populations de référence des années intermédiaires étant quant à elles estimées par interpolation ou extrapolation. Pour la commune, le premier recensement exhaustif entrant dans le cadre du nouveau dispositif a été réalisé en 2008.
En 2022, la commune comptait 496 habitants, en évolution de −5,34 % par rapport à 2016 (Mayenne : −0,73 %, France hors Mayotte : +2,11 %).
Saint-Ellier-du-Maine a compté jusqu'à 1 542 habitants en 1851.
| 1793  | 1800  | 1806  | 1821  | 1831  | 1836  | 1841  | 1846  | 1851  |
| ----- | ----- | ----- | ----- | ----- | ----- | ----- | ----- | ----- |
| 1 480 | 1 335 | 1 387 | 1 400 | 1 467 | 1 486 | 1 440 | 1 481 | 1 542 |

| 1856  | 1861  | 1866  | 1872  | 1876  | 1881  | 1886  | 1891 | 1896 |
| ----- | ----- | ----- | ----- | ----- | ----- | ----- | ---- | ---- |
| 1 474 | 1 414 | 1 457 | 1 498 | 1 030 | 1 042 | 1 047 | 952  | 908  |

| 1901 | 1906 | 1911 | 1921 | 1926 | 1931 | 1936 | 1946 | 1954 |
| ---- | ---- | ---- | ---- | ---- | ---- | ---- | ---- | ---- |
| 945  | 941  | 973  | 889  | 845  | 821  | 779  | 785  | 726  |

| 1962 | 1968 | 1975 | 1982 | 1990 | 1999 | 2006 | 2008 | 2013 |
| ---- | ---- | ---- | ---- | ---- | ---- | ---- | ---- | ---- |
| 669  | 630  | 549  | 536  | 529  | 465  | 515  | 529  | 535  |

| 2018 | 2022 | - | - | - | - | - | - | - |
| ---- | ---- | - | - | - | - | - | - | - |
| 497  | 496  | - | - | - | - | - | - | - |

## Culture locale et patrimoine

### Lieux et monuments
- Le château de la Pihoraye (XVIIe siècle) fait l'objet d'une inscription au titre des Monuments historiques depuis le 6 octobre 1976[24]. Il est construit dans le style des malouinières du XVIIIe siècle, au cœur d'un parc à la française, orné de rhododendrons. Il fut bâti par les seigneurs de la Hautonière en Fougerolles-du-Plessis pour devenir leur nouvelle demeure.
- Église Saint-Ellier, du XIe siècle. Les fonts baptismaux du XVe siècle sont classés à titre d'objets[25].

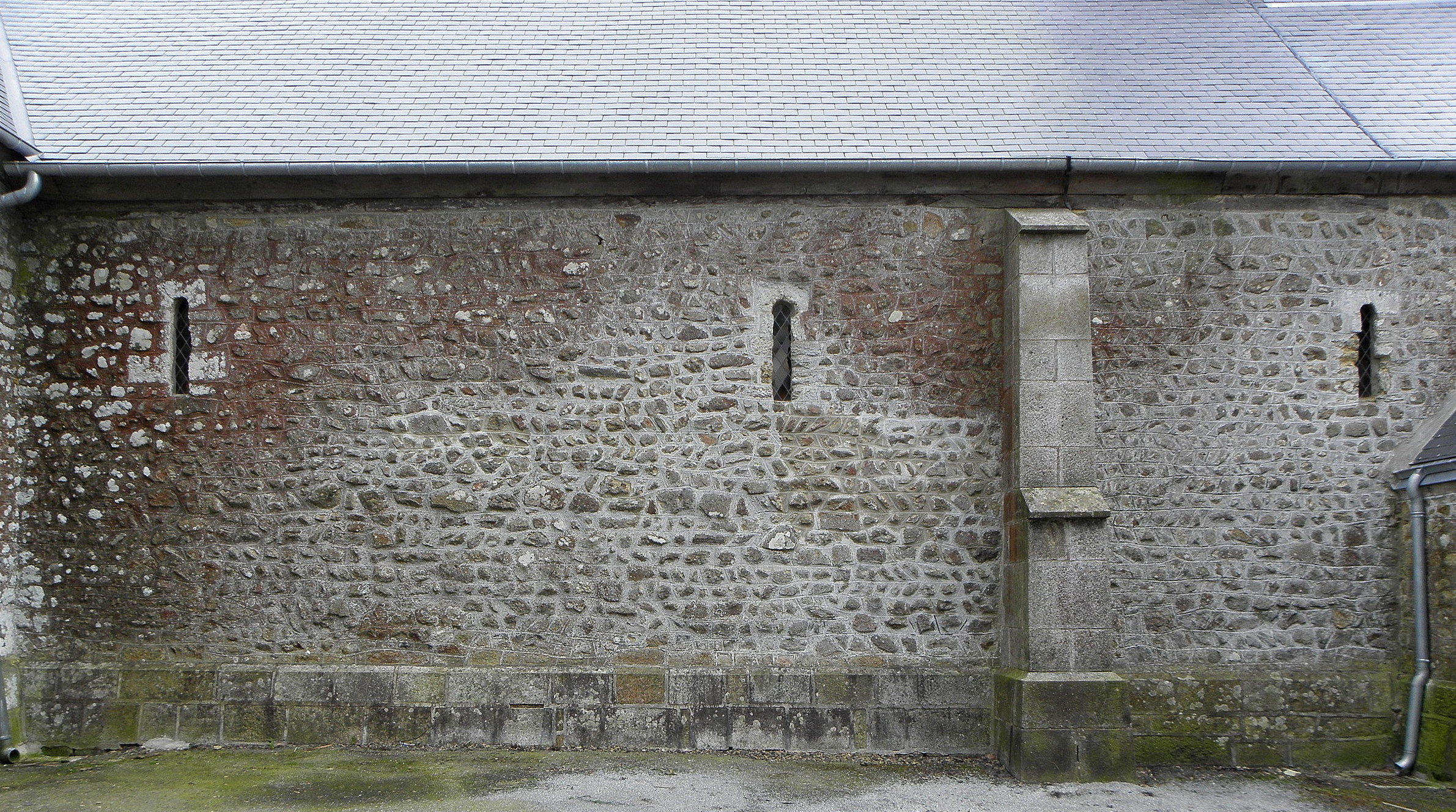
Appareil préroman de la costale nord de la nef de l'église Saint-Ellier.
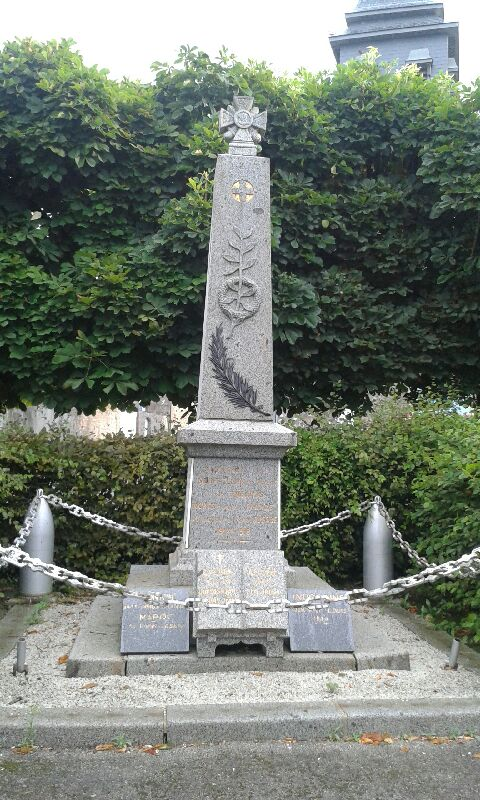
Le monument aux morts.
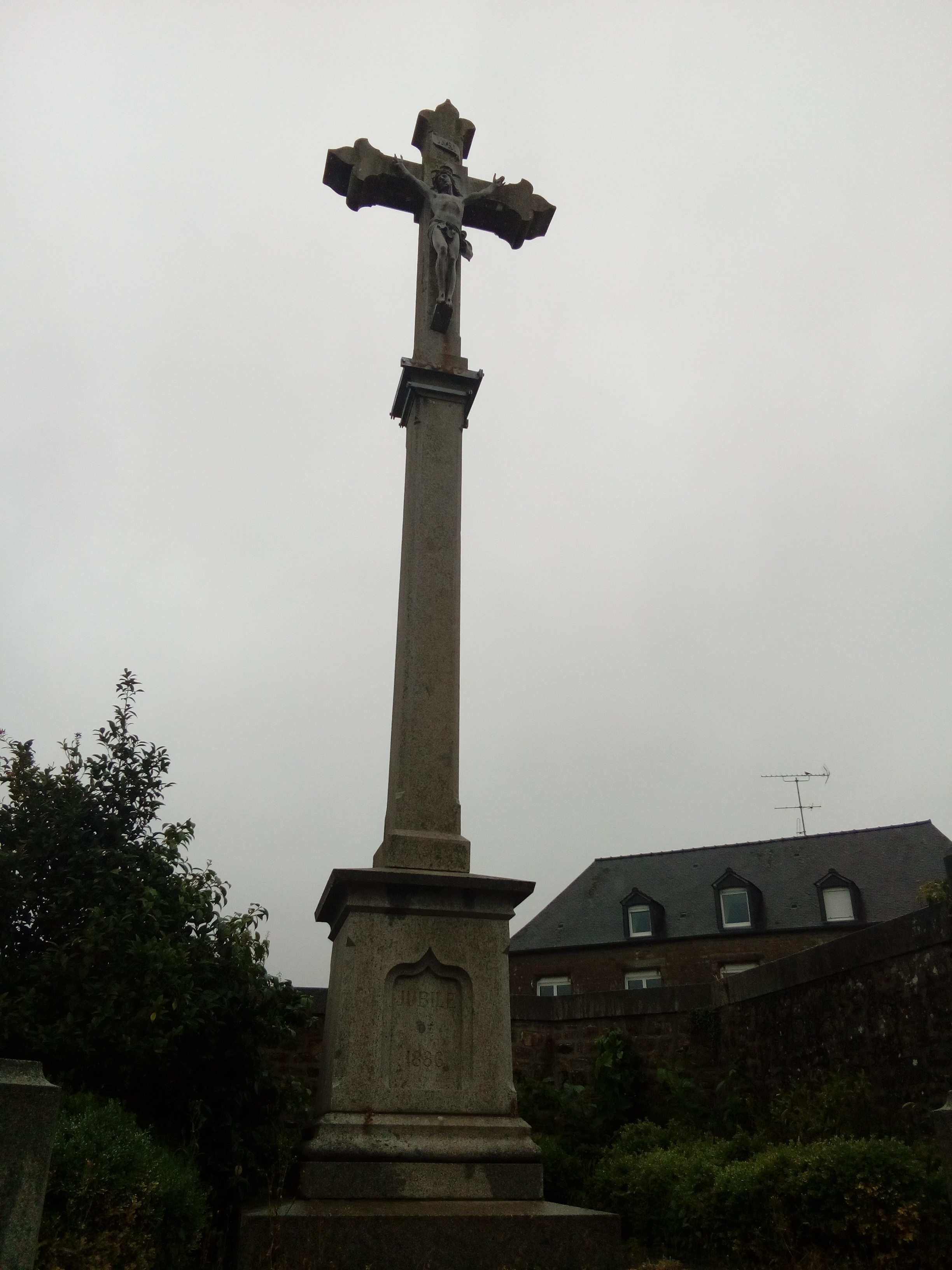
Le calvaire.

### Personnalités liées à la commune
- César Egasse Du Boulay ou Bulaeus (vers 1610 à Saint-Ellier-du-Maine - 1678) : historiographe.

## Héraldique
| Blason de Saint-Ellier-du-Maine | Blason  | De gueules, à trois points de vair d’argent, accompagnés en chef et en pointe de deux divises ondées d’or. |
| Blason de Saint-Ellier-du-Maine | Détails | Le gueules et les trois points de vair d’argent proviennent des armes de la famille de Scépeaux, seigneur de Saint-Ellier pendant de longs siècles. La reprise intégrale du blason de seigneur étant interdite pour les communes il suffit d’en emprunter un ou plusieurs éléments. Les divises symbolisent les deux cours d’eau principaux de Saint-Ellier que sont la Futaie et la Glennes. Les ornements sont deux deux gerbes de blé d’or, mises en sautoir par la pointe et liées de sable afin d’honorer l’activité agricole. Le listel d'argent porte le nom de la commune en lettres majuscules de sable. La couronne de tours dit que l’écu est celui d’une commune ; elle n’a rien à voir avec des fortifications. Le statut officiel du blason reste à déterminer. |